# Batalla del cabo Lizard
La batalla del cabo Lizard fue un combate naval que tuvo lugar el 21 de octubre de 1707 durante la Guerra de Sucesión Española cerca del cabo Lizard en Cornualles. En la batalla se enfrentaron dos escuadrones navales franceses mandados por René Duguay-Trouin y Claude de Forbin y un convoy inglés escoltado por un escuadrón bajo las órdenes del comodoro Richar Edwards.
Duguay-Trouin y Forbin eran dos de los comandantes navales franceses más efectivos y causaron grandes daños a la flota mercante aliada.

## La batalla
El 20 de octubre de 1707, una gran flota compuesta por 80 a 130 barcos mercantes acompañados por cinco navíos de escolta al mando del comodoro Edwards abandonó Plymouth rumbo a Portugal cargado de suministros para la guerra en España.
Al día siguiente, cerca del cabo Lizard, la flota fue sorprendida por dos escuadrones franceses formado cada uno por seis barcos. En la práctica, Forbin era el oficial más veterano, pero Duguay-Trouin fue el más agresivo y sus barcos encabezaron el ataque, aunque también fueron los que más daños sufrieron. 
La victoria francesa en la batalla fue prácticamente aplastante. Los barcos ingleses Cumberland de 80 cañones, el Chester y el Ruby de 50 cañones fueron capturados. Mientras que el Devonshire de 80 cañones se defendió durante varias horas contra siete barcos franceses hasta que se incendió y voló por los aires. Solo hubo tres supervivientes de los 500 que formaban la tripulación. Únicamente el Royal Oak, junto con unos pocos barcos mercantes, consiguió escapar y refugiarse en el puerto de Kinsale.